# Malletia polita
Malletia polita är en musselart som beskrevs av Addison Emery Verrill och Katharine Jeanette Bush 1898. Malletia polita ingår i släktet Malletia och familjen Malletiidae. Inga underarter finns listade i Catalogue of Life.